# Romilly-sur-Seine
Romilly-sur-Seine là một xã ở tỉnh Aube, thuộc vùng Grand Est ở phía bắc miền trung nước Pháp.

## Dân số
| v. 1790 | 1860 | 1884 | 1906 | 1936  | 1946   | 1954   | 1962   | 1968   | 1975   | 1982   | 1990   | 1999   |
| ------- | ---- | ---- | ---- | ----- | ------ | ------ | ------ | ------ | ------ | ------ | ------ | ------ |
| 1866    | 4290 | 5203 | 9922 | 13977 | 13 314 | 13 731 | 15 765 | 17 038 | 17 397 | 15 937 | 15 556 | 14 616 |